# Amiota yixiangna
Amiota yixiangna är en tvåvingeart som beskrevs av Chen och Takamori 2005. Amiota yixiangna ingår i släktet Amiota och familjen daggflugor. Inga underarter finns listade i Catalogue of Life.